# 江门体育中心
江门体育中心，又称江门市滨江体育中心，是一座位于广东省江门市的大型体育场馆，毗邻天沙河、广东珠西国际会展中心，总投资约30亿元，是江门市为申办广东省第十五届运动会而建，占地面积约39万平方米，包含一座2.5万个座位的体育场、一座8500个座位的体育馆、一座2000个固定座位的甲级中型游泳馆、两座面积为6500平方米的训练馆。

## 历史
江门体育中心由江门市人民政府委托央企保利发展控股负责建设及运营，开创了中国国内采用DBO（设计—施工—运营）模式开发建设体育场馆的先河。2012年9月，保利发展集团旗下保利华南实业有限公司与江门市滨江新区管委会签约，2012年11月20日，体育中心五个设计方案接受公众投票，由华南理工大学建筑设计研究院设计的方案最终胜出。2012年12月7日，举行开工仪式，主体工程于2013年6月正式动工，2016年1月1日，游泳馆实现封顶，2016年5月23日，体育馆实现封顶，2016年8月30日，体育场实现封顶。2018年6月，2018年世界排球联赛（广东·江门）在江门体育中心体育馆举行，是江门体育中心承办的首场国际性体育赛事。2018年12月1日，江门体育中心举办首场大型演唱会——周柏豪“One Step Closer”巡回演唱会江门站，2018年12月15日，首届江门市民运动大会暨江门体育中心启用仪式在江门体育中心举行，标志着江门体育中心正式启用并向广大市民全面开放。
2020年12月，江门体育中心正式挂牌中国排球协会排球训练基地。2022年，被国家体育总局授予“2021年度全国体育事业突出贡献奖”。